# Колверзо (Торино)
Колверзо је насеље у Италији у округу Торино, региону Пијемонт.
Према процени из 2011. у насељу је живело 144 становника. Насеље се налази на надморској висини од 361 м.